# Grupo La República Publicaciones
Grupo La República Publicaciones es una empresa peruana centrada en medios de comunicación. Bajo su portafoilo se encuentran los diarios La República, Líbero, El Popular, Wapa y Buenazo, además de webs comerciales como Cuponidad y Perú Bazar.

## Historia
El Grupo La República se inició cuando Gustavo Mohme Llona fundó el diario La República el 16 de noviembre de 1981. En 1984 Mohme lanzó El Popular, diario enfocado en el entretenimiento.
En junio de 1995, se lanzó Líbero, un diario deportivo. Ese mismo año, La República lanza su propio sitio web.
En 2002, se lanzó el diario Hoy de bajo coste. Estuvo dirigido por Maritza Espinoza y duró unos meses.
En 2003, La República junto a El Comercio conforman Plural TV, empresa conjunta que compra las deudas a los acreedores de la emisora de señal abierta América Televisión y logran su rescate financiero, luego de la crisis generada por la mala gestión de José Enrique Crousillat, quien es acusado de vender la línea editorial del medio al régimen fujimorista.
En 2013, se lanza Wapa.pe, portal de noticias enfocado al público femenino. Ese mismo año, lanza la cuponera Lucas y los Descuentazos, que años después cambia de nombre a Cuponidad.pe. También se lanza la plataforma de vídeos online RTV, la cual cambió de nombre a LR+ en 2019. En 2017, lanza Buenazo, su marca de contenido gastronómico con consejos útiles, recetas y preparación de diferentes platos.
Primero como una sección de La República, a mediados de 2019 se lanza Verificador, un fact checker. En febrero del 2020, forma parte de la International Fact-Checking Network (IFCN), del Instituto Poynter. Cuatro meses después, en junio de 2020, se integra al programa de verificación de datos de Facebook y de la dueña de esta, en conglomerado Meta, el cual trabaja con verificadores certificados por la IFCN.

## Ubicación
Aunque las primeras ediciones de La República se editaron e imprimieron en un cuarto piso de un edificio de la cuarta cuadra del jirón Huancavelica, la sede central actual del grupo editorial se ubica en jirón Camaná 320, Cercado de Lima, cerca a Palacio de Gobierno, Municipalidad de Lima y la Catedral de Lima.

## Marcas

### Medios de comunicación
La República: Diario de circulación nacional de corte político. Además de la edición impresa, tiene una versión digital: LaRepublica.pe, que de acuerdo al más reciente informe de comScore, mayo y junio de 2023, fue el sitio web de noticias más leído del Perú.
Líbero: Diario deportivo de circulación nacional. También tiene una versión digital.
El Popular: Diario de actualidad y entretenimiento. También presenta una versión web.
Wapa: Medio digital de noticias de entretenimiento, moda, belleza y empoderamiento femenino.
Verificador: Primer fact checker peruano y el único que pertenece a IFCN y al programa de verificadores de datos independientes de Facebook y Meta.
LR+: Canal digital que produce y emite programas como Sin Guion, de Rosa María Palacios, o Claro y directo, conducido por Augusto Álvarez Rodrich.
Buenazo: Sitio digital de contenido gastronómico con recetas, preparaciones y consejos.

### Ecommerce
Cuponidad: Cuponera digital de descuentos, ofertas y promociones.
Perú Bazar: Tienda digital de venta de productos.